# Multiscripturalité

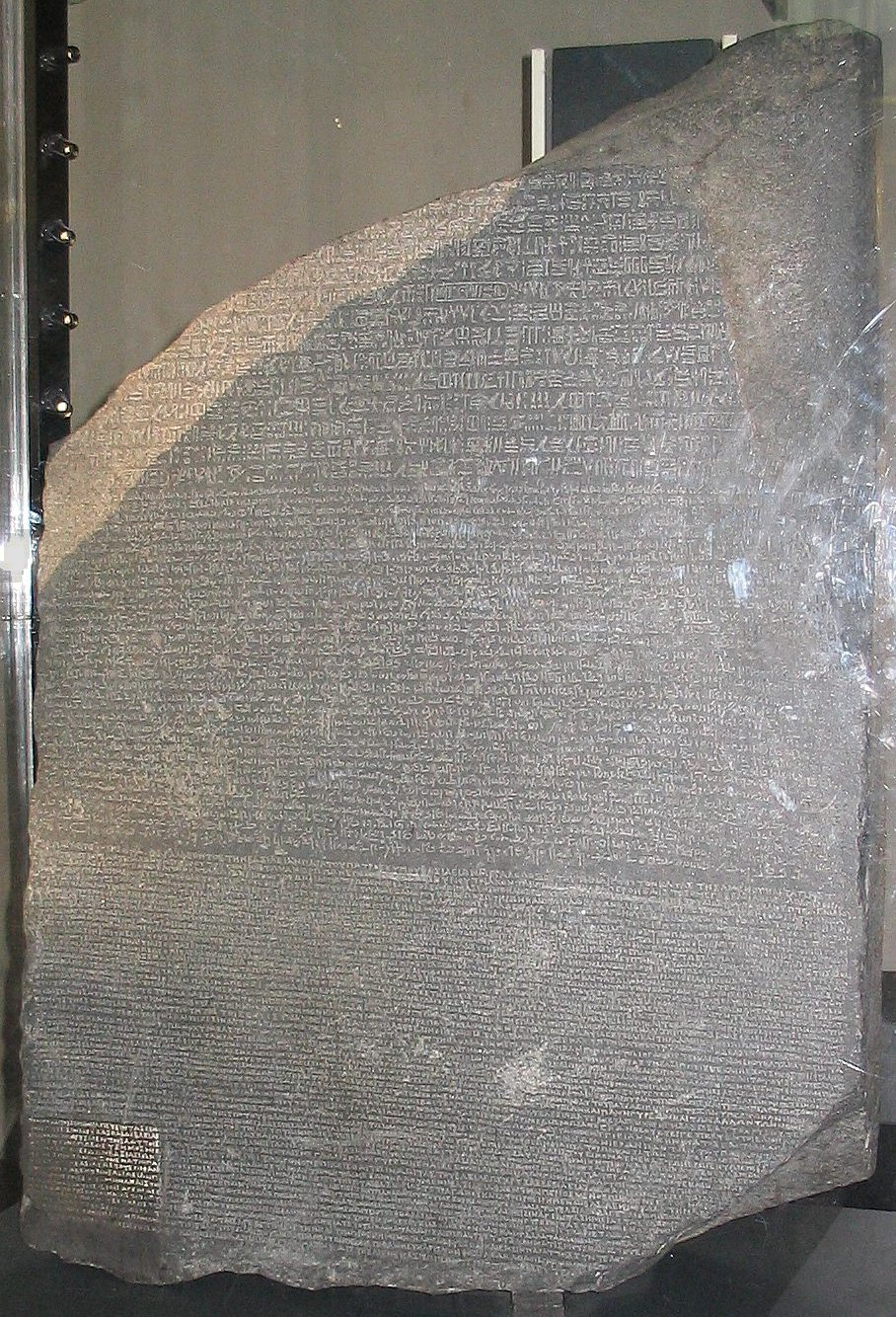
La pierre de Rosette, exemple historique de multiscripturalité : texte en deux langues (égyptien et grec) et trois écritures (hiéroglyphes, démotique, grec)

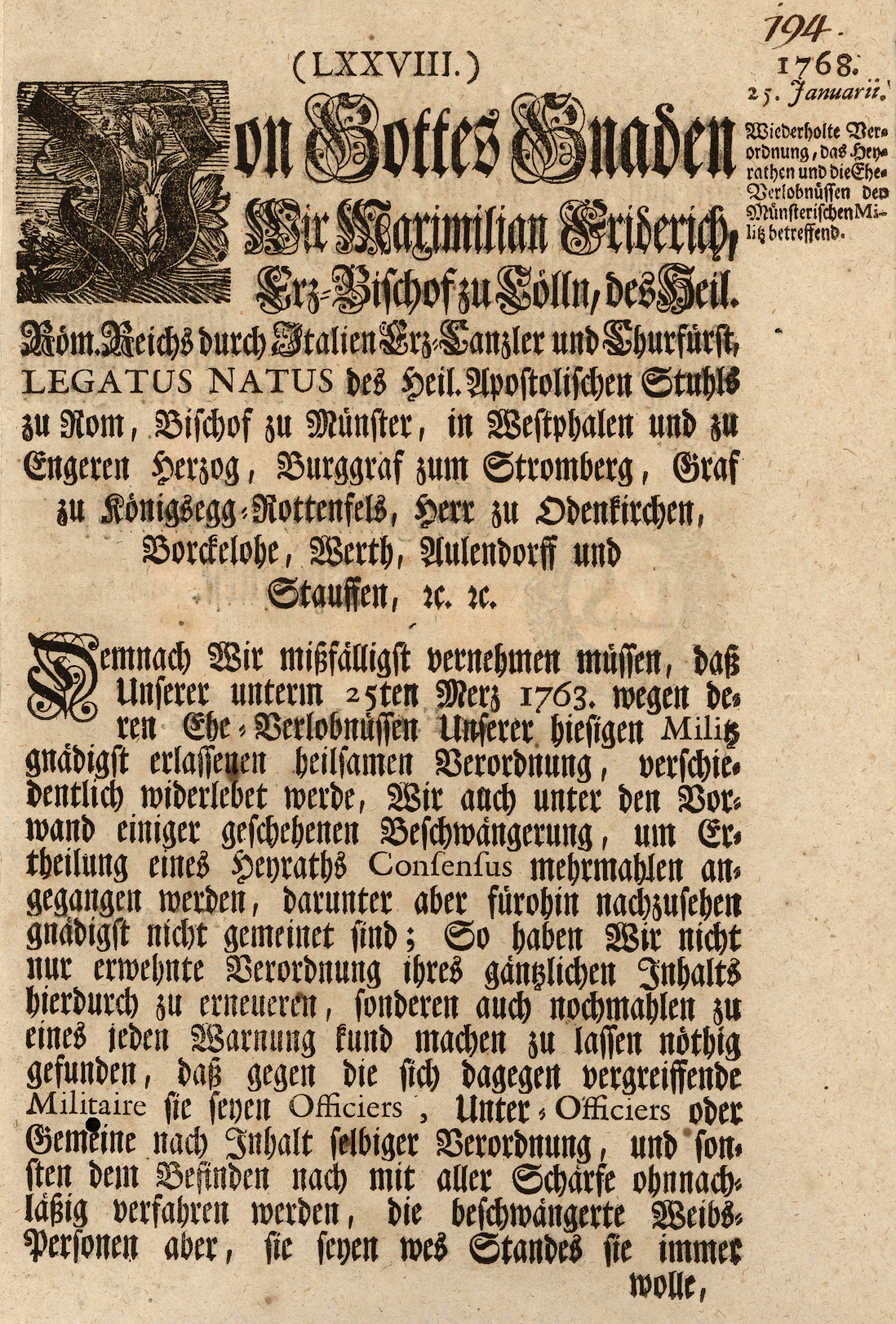
Texte en Fraktur comportant des mots latins et français en Antiqua

La multiscripturalité est l’usage simultané ou concurrentiel de plusieurs formes d’écriture au sein d’une même langue. Elle peut être orthographique ou graphique (écriture et typographie, avec usage d’alphabets ou de glyphes différents). La forme la plus courante est la présence de deux formes d’écriture, d’où le terme de biscripturalité.

## Étymologie et usage
Le terme de multiscripturalité, dérivé de « scripturalité » (tout ce qui est relatif à l’écriture) avec ajout d’un préfixe multi- ou bi-, est récent et n’a pas d’entrées dans les dictionnaires courants, mais il est utilisé dans les études scientifiques consacrées à ce sujet. Il existe de même dans les principales langues du monde. L’anglais emploie -scriptality, de préférence à -scriptuality ou -scripturality. La variante biscripturalité désigne le cas le plus fréquent, où deux formes scripturales sont en cause. Il est la traduction exacte de l’allemand Zweischriftigkeit, utilisé en Allemagne depuis longtemps en raison de la querelle qui opposa les tenants de l’écriture « latine » dite Antiqua et de l’écriture « gothique » Fraktur, qui constitue en Europe le cas le plus connu de biscripturalité. Le terme de bialphabétisme est tombé en désuétude.

## Formes
On distingue plusieurs niveaux dans l’expression de la multiscripturalité :
Digraphie : équivalent graphique de la diglossie, la digraphie est l’usage de deux écritures différentes, selon la fonction attribuée au texte. Ainsi en Scandinavie médiévale, on utilisait l’alphabet latin pour les textes religieux et de prestige, l’alphabet runique pour l’écriture de tous les jours.
Pluricentrisme scriptural : en Inde et au Pakistan, l’écriture des langues Hindi-Ourdou dépend de l’origine géographique, mais surtout religieuse, du scripteur : les Hindous utilisent le Devanagari, les musulmans l’arabe.
Bigraphisme : en Serbie, les alphabets latin et cyrillique sont utilisés conjointement, le choix de l’un ou l’autre étant libre et déterminé par des facteurs multiples.
Par ailleurs, on peut considérer les différences en fonction de critères de : 

### Systèmes d’écriture
Digraphie (runes/alphabet latin) ;  pluricentrisme scriptural (devanagari-arabe) ; bigraphisme (alphabet latin/cyrillique)

### Typographie
Diglyphie (en Russie des XVIIIe et XIXe s., ancien cyrillique/écriture civile) ; pluricentrisme typographique (Chinois traditionnel/simplifié) ; biglyphisme (Allemagne, 1464-1941, usage de la Fraktur ou de l’Antiqua), 

### Orthographe
Un exemple en est les différentes graphies de l’occitan : la graphie « mistralienne » et ses variantes, et la graphie dite « classique », de création plus récente, visant à revenir aux sources et à l’étymologie, et à l’unification, ce qui sous-tend une revendication d’ordre politique. Sauf cas particuliers (courtes citations, objectif didactique), l’usage de l’une ou l’autre orthographe est un choix délibéré, elles ne sont jamais utilisées conjointement. Le cas se présente dans les différentes transcriptions de « langues régionales », la langue étant fixée oralement.
En français, on peut parler de biscripturalité orthographique avec les possibilités d’écrire en appliquant ou non la réforme de 1990.